# Potyt
Potyt (łac.) Potitus - święty Kościoła katolickiego, męczennik.
Istnieniu śladów wczesnego kultu nie towarzyszą jednak równie wiarygodne Vita, a postać Potyta mogła być mylona z innym męczennikiem z Dacji. Z późnej pasji wiemy o nim tyle, że był ofiarą gniewu ojca, a następnie zginął na Sardynii w wyniku prześladowań chrześcijan za panowania cesarza Antoninusa. W chwili śmierci miał mieć trzynaście lat.
Istnieją w Neapolu ślady kultu Potyta pochodzące z IX wieku. Wspomnienie Potyta w Martyrologium Romanum przypada na 13 stycznia.